# Vestel
Vestel — турецька компанія з виробництва побутової та професійної техніки, що складається з 18 компаній, які спеціалізуються на електроніці, великій побутовій техніці та інформаційних технологіях . Штаб-квартира і виробничі потужності Vestel розташовані в Манісі, а головним конгломератом компанії є стамбульський Zorlu Holding .
Vestel разом із дочірніми брендами займає значну частку на європейському ринку побутової електроніки та побутової техніки, зокрема телевізорів . Станом на 2006 рік, Vestel був найбільшим виробником телевізорів у Європі, продавши понад 8 мільйонів одиниць, що становить чверть європейського ринку. Vestel також має дочірню торгову марку Vestfrost, що використовується для великої побутової техніки, і Luxor, що використовується для телевізорів, які продаються в північних країнах . У 2014 році Vestel вийшов на ринок смартфонів.
Більшість телевізорів виробництва Vestel продаються під ліцензованими торговими марками, такими як Toshiba, Hitachi, JVC, та багатьма власними торговими марками.